# Sächsische I T
Die Sächsischen I T waren zweifach gekuppelte Tenderlokomotiven der Königlich Sächsischen Staatseisenbahnen für den gemischten Dienst, die von der Chemnitz-Würschnitzer Eisenbahngesellschaft, der Niedererzgebirgischen Staatseisenbahn und von der Greiz-Brunner Eisenbahn-Gesellschaft stammten.

## Geschichte
Die ersten beiden Lokomotiven baute Hartmann 1857/1858 für Rechnung der Chemnitz-Würschnitzer Eisenbahngesellschaft, die von der Staatsbahn betrieben und 1882 auch von ihr übernommen wurde. Sie trugen die Namen WÜRSCHNITZ und LUGAU. Die Niedererzgebirgische Staatseisenbahn erwarb 1858 zwei weitere Lokomotiven, die die Namen GÖSSNITZ und SCHÖNBÖRNCHEN erhielten und auf dem Abschnitt Glauchau–Gößnitz eingesetzt wurden.
Die Greiz-Brunner Eisenbahn-Gesellschaft ließ im Jahr 1865 zwei weitere Exemplare mit den Namen GREIZ und BRUNN bauen, die sich in einigen Details von den ursprünglichen I T unterschieden. Bei identischen Hauptabmessungen erhielten sie einen moderneren Kessel, der insbesondere durch den weiter vorn aufgebauten Dampfdom und einen etwas höheren Nenndruck von nun 7 atü charakterisiert war.
Bei den Königlich Sächsischen Staatseisenbahnen erhielten die auf der Niedererzgebirgischen Staatseisenbahn eingesetzten Lokomotiven die Betriebsnummern 86 und 87, die der Chemnitz-Würschnitzer Eisenbahn die Nummern 88 und 89. Sie wurden als Gattung H I und ab 1876 als H I T geführt. Die Lokomotiven der Greiz-Brunner Eisenbahn kamen 1876 in den Bestand der Staatsbahn und erhielten dort die Betriebsnummern 637 und 638. Nachdem die Leipzig-Dresdner Eisenbahn-Compagnie 1878 in Staatsbesitz gelangt war, wurden die älteren Lokomotiven ab 1878 auf deren Bahnstrecke Großenhain–Priestewitz eingesetzt. Später gelangten auch die 637 und 638 dorthin.
Die Ausmusterung der Maschinen begann 1885 mit der Nr. 86. 1892 erhielten von den älteren Loks nur noch die 87 und 88 die neuen Nummern 1692 und 1691, die neueren wurden zur 1693 und 1694. Als man 1896 die neue Gattungsbezeichnung I T eingeführte, erhielten nur noch die beiden Lokomotiven von 1865 diese mit Sicherheit. Als letzte wurde 1905 die Nummer 1694 ausgemustert.

## Technische Merkmale
Die Lokomotiven hatten einen halbrunden Stehkessel, einen Dampfdom mit Federwaagensicherheitsventil, waagerechte Außenzylinder, eine innenliegende Stephensonsteuerung und einen inneren Gabelrahmen. Die älteren Lokomotiven erhielten erst 1865 ein geschlossenes Führerhaus, die der Greiz-Brunner Bahn besaßen es schon bei der Lieferung. Sie erhielten später eine Dampfschlittenbremse und einen Sandkasten auf dem Kessel hinter dem Dom. Zuvor besaßen sie, wie die anderen, nur eine Spindelhandbremse.